# Silkeborg-Kjellerup-Rødkærsbro Jernbane
Silkeborg-Kjellerup-Rødkærsbro Jernbane (SKRJ) – eller Kjellerupbanen – var en dansk privatbane.
En jernbane fra Rødkærsbro over Kjellerup til Silkeborg var med i den store jernbanelov fra 1894, men nåede ikke at blive realiseret. Den blev overført til den næste store jernbanelov fra 1908, men kun som Rødkærsbro-Kjellerup. Eneretsbevilling blev meddelt 6. juni 1910, og Rødkjærsbro-Kjellerup Banen (RKB) blev åbnet i 1912.
I Silkeborg var man utilfreds med, at Kjellerup på den måde blev orienteret mere mod Viborg, og i den tredje store jernbanelov fra 1918 kom forlængelsen til Silkeborg med. Eneretsbevilling blev meddelt 13. marts 1919, og strækningen blev indviet i 1924. Banen skiftede navn til Silkeborg-Kjellerup-Rødkærsbro Jernbane. Loven specificerede, at forlængelsen skulle gå over Hindbjerg-Hinge-Lysbro. I Kjellerup havde man ønsket en linjeføring over Vinderslev og Kragelund til Funder, som i 1920 havde fået forbindelse med Langå-Bramming-banen til Esbjerg. Men Silkeborgs projekt sejrede, og banen fik et ret snoet forløb, fordi der på den direkte vej mellem Kjellerup og Silkeborg ikke lå byer af betydning. Først i 1949, da SKRJ overtog rutebildriften Viborg-Kjellerup-Silkeborg, fik Kjellerup en nogenlunde direkte forbindelse med Silkeborg.

## Strækningsdata
- Rødkærsbro-Kjellerup (9,7 km), åbnet 23. juli 1912
- Kjellerup-Silkeborg (25,2 km), åbnet 1. august 1924
- Samlet længde: 35,0 km
- Enkeltsporet
- Sporvidde: 1.435 mm
- Skinnevægt: 22,45-24,39 kg/m
- Maks. hastighed: 70 km/t
- Nedlagt: 31. marts 1968

## Standsningssteder
Stationerne havde enten separate eller kombinerede omløbs- og læssespor. Trinbrætterne mellem Rødkærsbro og Kjellerup havde murede venteskure. Mellem Silkeborg og Kjellerup havde de venteskure af træ, men de havde til gengæld sidespor indtil 1959.
- Silkeborg station i km 0,0 med tosporet lokomotivremise, enkeltsporet motorremise, drejeskive og kulgård – forbindelse med Skanderborg-Skjern-banen, Diagonalbanen og Horsens-Bryrup-Silkeborg Jernbane. Perronen var ude på gaden foran stationsbygningen.
- Lysbro station i km 3,1.
- Hvinningdal trinbræt i km 6,3.
- Øster Bording station i km 8,0 med stikspor til privat varehus fra læssesporet.
- Skægkær station i km 10,2.
- Ørevadbro trinbræt i km 12,1.
- Lemming station i km 14,8 med øperron ved omløbssporet.
- Hinge station i km 18,1 med svinefold.
- Nørskovlund trinbræt i km 20,2.
- Hindbjerg station i km 21,9.
- Kjellerup station i km 25,3 med 3 gennemgående spor, to sidespor og tosporet remise, hvor det ene spor havde drejeskive.
- Donsborg trinbræt i km 26,6.
- Aunsbjerg trinbræt i km 28,7.
- Sjørslev station i km 30,1 med svinefold.
- Bredmose trinbræt 3,5 i km 31,5.
- Rødkærsbro station i km 35,0 med enkeltsporet remise og drejeskive – forbindelse med Langå-Struer-banen.

### Bevarede stationsbygninger
Alle banens stationsbygninger er bevaret.
- Lysbro: Lysbroparken 87
- ØsterBording: Øster Bordingvænget 5
- Skægkær: Skægkær Banevej 8
- Lemming: Lemming Brovej 22
- Hinge: Tingskrivervej 38
- Hindbjerg: Hindbjergvej 10
- Kjellerup: Jernbanegade 14-18
- Sjørslev: Trekanten 10

## Driften
Banens værksted og remise lå fra starten i Kjellerup. Det samme gjorde hovedkontoret, idet driftsbestyreren også var kasserer, regnskabsfører og stationsforstander i Kjellerup. Værksted og hovedkontor flyttede til Silkeborg 1. april 1930. Efter 1924 var driftsbestyreren ikke længere stationsforstander, men Kjellerup blev ledet af en overassistent indtil 1931, hvor den igen fik stationsforstander. Alle øvrige stationer var såkaldte ”kone-stationer”, altså betjent af kvindelige ekspeditricer.
DSB varetog stationstjenesten både i Rødkærsbro og Silkeborg. I Silkeborg var der dog ikke plads til SKRJ på selve stationen, så den havde perron ude på Drewsensvej.
I 1955-56, de sidste to år af Aarhus-Hammel-Thorsø Jernbanes levetid, havde de to baner fælles ledelse i Silkeborg. Fra 1963 havde SKRJ fælles ledelse med Randers-Hadsund Jernbane, først i Randers, men fra 1966 i Silkeborg, hvorfra forretningerne også blev varetaget i likvidationsperioden, der strakte sig helt til 1977. Inden nedlæggelsen blev der gjort et forgæves forsøg på at bevare Rødkærsbro-Kjellerup som godsbane.

## Strækninger hvor banetracéet er bevaret
Af banens 35 km er banetracéet bevaret og tilgængeligt på 15½ km, heraf 10½ km på Kjellerupstien mellem Lysbro og Lemming Station.
- Kjellerupstien starter i Lysbro
- Kjellerupstien langs Lemming Å
- Mellem Lemming og Hinge
- Jernbanebro over Alling Å
- Banedæmning mellem Hinge og Hindbjerg
- Banesti gennem Kjellerup
- Bakkeskov syd for Sjørslevvej